# 怪異いかさま博覧亭
『怪異いかさま博覧亭』（かいいいかさまはくらんてい）は、小竹田貴弘による日本のギャグ漫画作品。『月刊ComicREX』（一迅社）にて、2007年1月号から2010年7月号まで連載された。話数全四十二幕、単行本は全5巻。
のちに『いかさま博覧亭』に名を改め、『電撃コミック ジャパン』にて連載していたが、本誌休刊に伴い連載は現在停止中。

## 概要
元々は『Comic REX』2006年2月号に載った読み切り（序幕としてコミックス1巻に収録されている）が人気を博し連載化したもの。主にゲーム系アンソロジーで執筆してきた作者にとっては初のオリジナル連載である。
内容は江戸・両国に店を構える貧乏見世物小屋「博覧亭」の住民が妖怪や怪異現象等を巡って珍騒動を起こすドタバタ漫画だが、人情的なシリアス要素なども織り交ぜられている。1820年代頃の江戸時代の江戸が舞台だが、ギャグ漫画ゆえか、時代考証はさほど厳密ではない。
なお、コミックスの余りページには作者による江戸時代の風俗や文化などの薀蓄が載せられている。1巻の後書きには安彦良和が一枚絵とコメントを、2巻の後書きには小池一夫がコメントを、3巻の後書きには山崎峰水が一枚絵とコメントを、4巻の後書きには美川べるのが一枚絵とコメントを、5巻の後書きにはG＝ヒコロウが一枚絵とコメントをそれぞれ寄せている。
単行本は全5巻出版され、『Comic REX』連載は終了。その後作者のブログにて『電撃コミック ジャパン』（アスキー・メディアワークス刊）での再開、連載されることが告知された。新連載は、2010年10/15のプレ創刊号から開始。その後、2010年12/24の創刊から、月刊ペースで読める。タイトルは『いかさま博覧亭』に改められたものの、内容は『怪異いかさま博覧亭』のまったくの続きで、しかもプレ創刊号掲載の第一幕冒頭で「怪異」の看板が落ちるというブラッキーなギャグまで掲載されていた。
続編である『いかさま博覧亭』1巻（2011年10/15発売）の帯とコメントは、鬼頭莫宏が寄せている。

## 登場人物
※キャストはドラマCD版のもの。

### メインキャラクター
榊（さかき）
声 - 平川大輔
主人公。博覧亭の若旦那。眼鏡をかけている。妖怪馬鹿で、妖怪ネタには目が無く、妖怪の知識も豊富。度が過ぎた妖怪馬鹿ゆえに「おどろおどろしいもの」以外は妖怪と思っていない。閑古鳥の鳴いている経営状況について柏によく責められるが、あまり気にしておらず柏には嘆かれている。着ている羽織は妖怪「小袖の手」が憑りついている（榊いわく便利なからくり細工）。珍品・古物の収集癖がある。蓮花の父親がやっていた「博覧亭」を親方の死後引き継いだ。博覧亭は親方が生きていた頃は10人近くの座員がいて繁盛していたが、親方の死と共に離散した。榊の妖怪馬鹿は、親方譲りのもの（英才教育の賜物）であり、その影響がもろ私生活から商売にまで出ている。髪は総白髪だが、これは子供の頃死にかけてなったものらしい。以来15年、髪の色は戻っていない（本人談）。また現在も杉忠から何かの薬を処方してもらっているらしいことから、身体の方もどこか不具合があるものと推察されるが詳細は不明。甘い物と肉は嫌い。妖怪騒ぎが起こったとあれば飛んで行き、その度に居候を増やしている。その訳は上記の記述であった白髪になって周りから珍奇な目で見られたから見世にされる妖怪たちの気持ちが分かってしまうため。また柏曰く居場所を追われた者を気遣っており、自分たちが妖怪であることなども承知の上で気付かない振りをしているのではないかとのこと。杉忠から妖怪興業を続ける理由を聞かれた際にも、「木を隠すための森づくり…かな」と答えている。蓮花より1つ年下の21歳（15歳の八手とは6歳違いらしいため）。彼の部屋は収集した古物達が付喪神となり住み着いており、懐かれている。榊曰く、自分が九十九髪（白髪）だから言霊の力で付喪神に懐かれるのではとのこと。元軽業師なので意外と握力が強く、軽業、手妻の類は一通りできる。空木曰く「珍奇な運命の持ち主」。また酒には弱く、一杯飲んだだけで酔ってしまいやわらかい膝を求める子ども帰りをしてしまう（これは幼少期、大人に甘えられる機会があまりなかったためと推測されている）。しかしそれを後日指摘されると、ある方法でその指摘者の記憶を改ざんしてなかったことにした。
蓮花（れんげ）
声 - 石川綾乃
ヒロイン。榊の幼馴染で貧乏絵師。瓦版の絵仕事をしている。博覧亭の看板なども描いており、その件で榊に金を貸している（榊が看板代を未払いのため）。貧乳であることを非常に気にしており、それに触れるものについては容赦なく制裁を加える（本人いわく『死あるのみ』）。八手の巨乳をよく触りながら自分のが大きくなれと願うこともしばしば（だけど効果は皆無）。15の時に絵描きの修行で3年家を空けており、その際に博覧亭の親方であり、榊の雇い主でもあった父親を病で亡くしている。大食いで、修行中に絵の師匠と共に江戸中の大食い大会を総なめにした経歴があり、妖怪・二口女として一時期瓦版をにぎわせた。ちなみに親方と榊は当時この妖怪が蓮花だとは知らず、捕まえようと江戸中を回った。博覧亭を継がず、絵の道に進んだ。ちなみの蓮花も榊同様に親方の英才教育によりでかなりの妖怪馬鹿だがそれをうまく絵の道に生かしているため榊ほど表立っていない。料理はまったくできない様子。また底なしの大酒飲みで、蓮華のことを知らずに酔わそうと下心丸出しで近づいて来た者が逆に餌食になっている（行きつけの飲み屋、蓮華の住む長屋連中はこの光景に慣れており、協力して上手く誤魔化しながら処理している）。推定年齢は、榊より1つ年上かつ杉忠より1つ年下の22歳。密かに榊に好意を抱いているようだが、自覚なし。
柏（かしわ）
声 - 喜多村英梨
博覧亭の番頭を務める少年。正体は妖怪「そろばん小僧」で、そろばんを大量に出せる。川の中など離れた所にも出現させられるが、榊はあくまで手品だと言って譲らない。元地縛霊。客入りの悪い博覧亭の経営に気苦労が絶えない。経営に苦労しているためか守銭奴なところがあるが、あくまで博覧亭としての収益に対してであって金銭自体にはさほど執着していない（博覧亭の台所事情は榊の貸本と蓬と八手の傘貼り内職で十分成り立っている）。榊と共に親方が生きていた頃からの座員。こちらも榊同様に親方の英才教育によりかなりの妖怪馬鹿だがそれをうまく隠す賢さを手に入れたため榊ほど表立っていない。またある所で付喪神たちを見て、「脅かす程の迫力がないならッ！愛くるしく踊って客を呼べッ！全力で媚びを売りまくれッ！」と鬼軍曹的指導を行ったために付喪神たちは柏を恐れ、榊は付喪神たちのことを言えないでいる。（この時、柏は榊と付喪神たちの関係を知らない）妖怪である為数年経ってもまったく成長しておらず、そのことに本人もコンプレックスを抱いていた。蓬から恋文を貰ってからは少し蓬に好意を寄せており、二人っきりになると甘酸っぱい空気を醸し出す。移籍後、『怪異』の看板を商売敵が落としたものと誤解して叩き壊した。
蓬（よもぎ）
声 - 豊崎愛生
博覧亭の家事担当。正体は妖怪「ろくろ首」。大人しく、少々天然ボケ気味な性格。3年ほど前に抜け首の父親から虐待を受けていた所を榊に拾われ、以後博覧亭に住み着いている。本物の妖怪なのだが、榊は「首が伸びる体質（身体的特徴）」と言い切っていて妖怪であることを理解していない（ただし、榊は初対面の際に、彼女のろくろ首の証である首の赤い横筋を見ており、父親にもそれを指摘していたため、承知の上で気付かない振りをしている可能性もある）。そのため本人も妖怪の自覚が薄れてきている。博覧亭に来た当初は部屋の隅で膝を抱えて寝ていたが、今は皆と一緒に寝ている。博覧亭に来てからは語尾を伸ばすしゃべり方をするようになった（蓬曰く「ここにある幸せを噛み締めるため」である）。主に掃除・調理を担当しており、その腕前はすでに上級者である。野良をよく拾ってくるらしく、榊が買ってくれた雀や亀を含めてわずか1日で頭の上に乗ってくれるほど見事に調教されており、点呼の時には軍隊のようにキッチリ整列している。そのためか、一部の動物達から「恩返し」の対象になっている（中にはいやらしい恩返しをしようとしていた者もおり、榊や柏に阻止されている）。箒オタクな一面がある。ちなみに一部の人から「素敵ろくろ首」と呼ばれている
八手（やつで）
声 - 早見沙織
最近に入ってきた新入りの忍者娘。巨乳。怖がりで妖怪ネタは苦手、博覧亭表にある妖怪の看板を見ただけで気絶してしまう。棒手裏剣の達人。傘張りをして博覧亭の家計を手伝っている。ペットに獺のゴマ（冗談半分に非常食として見られている）を飼っている。4年前に生まれ故郷をなくし、追っ手から逃げていた途中で鎌鼬騒ぎを起こし、真犯人を捕らえに来た榊と出会い、拾われたが、最近は追っ手のこともすっかり忘れてゆるんでしまっている。ただし忍者としての技量は高く、手裏剣の腕はかなりのもの。天然のドジっ子、レベルアップしてダメッ娘。しかもニンジャも取り上げられている。また巨乳のためによく蓮花に触られてしまうというセクハラを受けている。15歳。また、かなりの猫好きで、自分があっている猫が猫又と知らずに幸せそうな顔をしていた。
実は、故郷が滅んだというのは不測の事態での対応力を見るための試験であり、一族は全員無事である。また、その際監視役に優秀な忍を5人付けられていたのだが、全員振り切って逃走したことで『里きっての優秀な忍者』という評価が下っていた(榊らおよび父親には全力で否定されたが)。ちなみに、監視役の5人を追手だと誤認していた。そのため、八手を連れ帰るように命を受けた父親と帰ることになったが、榊が手を回したことで杉忠の四ツ目屋に務めることになる。が、そこであれな商品を目にしてしまったことでダウン。その後榊の記憶改ざん方法にてその時の記憶を忘れ、博覧亭に戻るという元鞘となった。
ゴマ
八手がいつも肩に乗せている獺。八手といつも一緒に行動している。彼女が他人の恋愛ばかり気にして自分が生き遅れていることに気が付いたが、言葉が話せられずにどうしても伝えられなかった。そして己の限界に打ちひしがれて、すべてを悟り仏のように涅槃に達したような顔をし始めた。

### 元博覧亭座員
睡蓮（すいれん）
故人、博覧亭の先代親方で蓮花の父親。作中本名で呼ばれることはほとんどなく、専ら「親方」「旦那」と呼ばれており、本名が判明したのも連載後半の第二十九幕である。
超が付くほどの妖怪馬鹿で、榊達を妖怪話を聞かせながら育て（榊曰く「英才教育」）、多大な影響を与えている。
作中では既に故人のため幽霊となって登場する。序盤の方ではめったに会えないような存在として描かれていたが、後半ではかなり気軽に化けて出てきている。
伊吹（いぶき）
元博覧亭座員。芸は不明だが、扇や玉を持ってる場面があり、手妻師と推測される。榊曰く「策士」。
榊達同様睡蓮の義息子で、妖怪話を聞かされながら育つ。榊とは違い妖怪を追い求めるようなことはせず、むしろ睡蓮の妖怪馬鹿っぷりに対して延々と説教をするが、説教に関して睡蓮すら知らない神話をこじつけるなど、似たような方向には育っている。
橘 香之助（たちばな こうのすけ）
元博覧亭座員。

### 四ツ目屋
杉忠（すぎただ）
声 - 小西克幸
榊の親友で悪友。推定年齢は23歳ほど。四ツ目屋（いわゆる江戸時代のアダルトグッズショップ）で商品開発と抜け荷を担当している。坊主頭で筋肉質（坊主なのはアダルト関係だともう出てるけどある理由のために髪を剃っているだけ）。榊には助平ハゲ呼ばわりされており、その通りかなりの助平。下なことに関する勘は外れたことが無いと豪語する。昔、瀕死で倒れていた榊を見つけ運んだのは彼である。腹部を縫うほどの重症だったらしく、彼の師匠が治療した（その師匠は老衰で大往生したとのこと）。当時は何かと榊の世話を焼いていた。妖怪はおろか瑞獣である麒麟まで薬の材料にしようとする、榊曰くバチ当たり。だが女子供や友人の涙には弱く、狢や珍獣・オカピも助けている。榊が付喪神たちを隠していることを唯一知っている。
柊（ひいらぎ）
四ツ目屋の住人。杉忠を「杉忠様」と呼んでいる。美人で巨乳。作者曰く江戸のMVP（モスト・ヴァリアブル・ポユン(プリケツ)）。常に目を瞑っているが、帳面を見ていることが多いため、見えないわけではない様子。露出が多い。薬の生産のため従業員（杉忠を含む）を店の地下でかなり厳しい労働をさせているものの、なぜか脱落者はいない様子。

### 玄能寺
空木（うつぎ）
おかっぱ髪の尼僧。榊をして「デタラメな強さ」と言わしめるレベルの強力な霊能者で、同じく尼僧の石蕗と共に寺に住んでいる。酒飲みで自堕落な石蕗に対して厳しい。石蕗が問題を起こすたびに鞭打ち・言葉責め・放置プレイできつく折檻する、札に封印した悪霊達に鞭を振るってなじり弄ぶ、商売繁盛の札を作り売るも、その利益が全て自分の元へ来るように仕込むなど、可愛らしい外見とは裏腹に腹黒かつ凶悪なドS。長命寺の桜餅が好物で、あまりの食べたさに生き霊が発生してしまうほどであった。その後はある程度自由に扱えるのか、生き霊に寺の仕事を任せて桜持ちを買いに行ったりダブル折檻をしたりなどに使用されている（感覚はある程度つながっている模様）。榊に好意を持っているのか、頭を撫でられたり可愛いと言われると照れる（ついでで折檻される）。
石蕗（つわぶき）
尼僧。酒飲みで自堕落な性格。酒代のためにインチキな札を売ったり、空木のお色気な絵が描かれた札を売るなどしてよく空木に折檻されている。何度折檻されても懲りる様子はない。「いかさま博覧亭」第八幕（後編）まで全く明かされなかったが、実は八百比丘尼であったことが判明。数百年前に「人魚の肉」を食べたことにより不老の肉体となる。その影響か耳の形が先尖りの異質な形になっている。そのために普段から耳を隠すために頭巾を被っている。

### 両国の面々
苺（いちご）
ある見世物小屋の看板娘。数匹の蛇と意思疎通をとることができ、それを下半身につける蛇の気ぐるみに仕組むことで蛇女を演じている。第六幕から登場していたが第二十八幕まで一度も名前で呼ばれていなかった。弟分の手長には「姐さん」と呼ばれている。怒らせた団員にはお仕置きしたりとややドSな面もある。ある神社の巫女であったが変なしきたりが多いため、面倒になり家出した（そのこともあるが、自分の物は茜の物と考えており、自分が継ぐ神社も継いで欲しかったから）。芸達者なところを生業として今に至る。常に連れ添ってる一反木綿のいっちゃんは自分がいた神社の御神体。見世物時にほぼ裸に近い恰好でやっているため、全裸になる際の羞恥心が限りなくゼロに近い。が、神社の正式な衣装であるさらし＆ふんどし姿は恥ずかしいらしい。
茜（あかね）
苺の妹。苺より10歳意年下。ぼくっ子で苺が家出した後に神社の一切合切を受け継ぐことになってしまったため、苺を恨んでいた。しかし神社を出たのは、実は苺の姉心から出した行動と聞き、和解し仲直りする。その後は両国に住み、苺と共に見世物小屋で蛇女を演じている。赤フンの朽葉と常に行動しており、普段はマフラーのように首に巻いている。ちなみに、榊に指摘されるまではふんどしだとは思っていなかった。変なしきたりが多かったのは、ふんどしが御神体では威厳がないため、厳かさを出すためのごまかしであるという事実を知らされた際には、苺と二人で膝を落として愕然としていた。さらに10歳年下の弟がおり、神社のしきたりの全てを弟に任せてきた。羞恥心に関しては、姉と同レベル。
手長（てなが）・足長（あしなが）
苺と同じ見世物小屋の座員の兄弟。両者とも本名は現時点では不明。手長は腕、足長は脚が長いのが特徴であるが、歴とした人間（ちなみに、本編登場数は手長の方が多い）。
手長は杉忠と仲がいい。足長は脚を生かし、飛脚を副業としている。
樒（しきみ）
軽業を生業としている長髪の青年。第一幕から登場しており長らく本名が不明だったが、「いかさま博覧亭」第六幕にて初めて明らかになった。意外に多く本編に登場している。八手の投擲術の腕に見惚れ、スカウトしようとしたことがある。それ以外でもアプローチをしたりしているが、色々邪魔されている。「いかさま博覧亭」最終幕では春の来ている柏や大力芸兄弟の兄に対し嫉妬の暗雲を立ち込ました。
大力芸兄弟
「怪力くらべ」を生業としている兄弟。両者とも本名は現時点では不明。背丈の小さい方が兄だが、大人顔負けの怪力を持つ。「いかさま博覧亭」最終幕にて兄には春がやってきた（稚児趣味の清白に気に入られている）。

### 吉原関連
狭霧（さぎり）
杉忠が贔屓にしている笠雲屋の遊女。遊女として杉忠によく手紙を送るが、内容は遊女らしからぬダジャレで、答えは決まって「来い」となる（たまに間違えるが）。
ちなみに本人は「来い」と「恋」がかかっていると(あらぬ方向を見ながら)言っている。
朝霧（あさぎり）
元笠雲屋の遊女の幽霊。異常なほど物忘れが激しく、自分が死んだ原因すら忘れ、兄が死んでることも覚えておらず会うために化けて出る。その物忘れの激しさゆえ客の名前を全て「吉○○」で統一されており、刺青も「吉様」一つきりだったため、器量の良さも相まって人気が高かった。遊女として起請文を配っていたが、物忘れの激しさゆえ同じ客に何枚も配り、さらに客の名前が全て「吉様」だったため自分の分を一枚ですまし、八咫(後述)の事件の原因となる。
初登場時に成仏したが、その後何故か再登場し、死者であることを忘れて客集めに奔走していた。
淡雪（あわゆき）
元笠雲屋の遊女。久松屋という見世の主人に身請けされて引退している。夫が大橋の橋姫と会っていることを知り、取り憑かれていると思い（実際には夫の死んだ母であった）橋に傷がつくように画策する。
榊と当人達の説明により誤解は解けたが、直後に杉忠のうっかりで夫が今でも遊郭通いをしていることを知り、義母と共に主人に雷を落とした。その後は夫を尻に敷いている模様。

### 妖怪
小袖の手（こそでのて）
序幕から登場している妖怪で榊の着ている羽織がこの妖怪の本体。常に筆談にて会話をする。袖から出る数本の腕は伸ばすことが出来、八手の棒手裏剣を受け止めたり相手を絡め取るなど、極めて有能。榊とは浅はかならぬ因縁を持つ。最大で6本ほど腕を出すことができる。刀を持ったりできるが重いものを持つとずり落ちてしまうのか、そういう場合は榊がつかんで落ちないようにしている（ちなみに杉忠と榊の過去に関係している）。
閑古鳥（かんこどり）
序幕から登場している妖怪（かどうかは不明）。連載初期と後期で大きく容姿が変わっている。当初は準レギュラー扱いだったが、人気の高さにレギュラーに昇格した。当初はそもそも客入りのなさを表現するための概念に近い存在で視認されていなかったが、途中から普通に存在している何かとして榊達も接するようになる。なお、柏からは自分の店に居着いていることを認められていないものの、特に邪険にされたりはしていない。そのため、再び襲撃してきた貧乏神と戦い、ちょうどその日が元日で全ての店が閉まっている＝閑古だったことから巨大化し、一本指で貧乏神を遠くまで弾き飛ばした。
貧乏神（びんぼうがみ）
第一幕に登場した妖怪。一般的に知られている貧乏神の容姿とは裏腹に、閑古鳥を食ったために筋肉質で暑苦しい。また蓮花の貧乳さも気にいっていたが、彼女の体に取りついた時それを指摘した瞬間、右手に宿っていた彼女の精神に何度も殴られた。そのため脱出したが榊に捕まって川に流された。封印が解け再び現れるも、榊の味方についた閑古鳥によって排除された。
狢（むじな）
第十幕に登場した妖怪。出遭ったのは6年前であり、当時は人間の姿で蕎麦屋の主人をしていた。「のっぺら坊」の怪異の張本人で、杉忠に薬の材料の調達のために捕まりそうになった所を榊の説得により命を救われる。以降は杉忠邸にて暮らし、のっぺら坊の姿で従業員と同じく働いている。命の恩人の榊を慕っており、「榊様」と呼んでいる。
河太郎（かわたろう）
第十一幕に登場した妖怪。正体は見ての通り河童である。潜水夫を営んでいるがよく足をつっている。バテレンのおっちゃんと気が合って互いに兄弟の仲を交わし、彼の帰国の際に一緒について行って外国へと行ってしまった。
亀の精（かめのせい）
蓬がかつて放流して、その後もえさをもらっている亀の精霊。蓬を慕っているが、性格は変態そのもので、いやらしい恩返しを企んでいる。付喪神の玉兎とは蓬をめぐってのライバル関係だが、結局はいつも榊によって共々成敗されている。M体質で、1度目の登場の後修行を重ねた結果、2度目の登場時は当社比で20倍ほど被虐性が上がっていた。

### 付喪神
八咫（やた）
熊野の起請文の付喪神。遊女の朝霧が交わした起請文を核に複数の烏の集まりから成る。そのため、一人称は『我等』。朝霧がその存在を忘れて紛失し、朝霧が既に死者であることから相手からも反故にされることもなく、部屋で動くことはおろか死ぬことも出来ず追いつめられていたところを榊に救われた。その後ほとんどの烏は熊野に帰ったが、数羽が榊のもとに残り、榊から名前を貰い現在に至る。3匹程度のカラスを分裂させたり、上半身だけ起請文に変身するなどが可能。ただし、完全に起請文になると自由に動くことができなくなる。太陽の使者であるヤタガラスを由来とするため、太陽を浴びることで自身の力に変えることができるものの自覚は薄い。最終的には玉兎同様に人化することが希望（榊を誘惑して手を出してもらうため）。雑誌移籍後、両肩および大腿部途中から鳥のようになっていることが判明した（作者的には首から下全てを鳥にしたかったが、日和ったとのこと）。
榊には敬慕以上の気持ちを抱いているようで、杉忠から「人の女」呼ばわりされたときは榊の恋人と解釈し赤面した。また嫉妬深い一面もあり、玉兎と張り合って自らにも寵愛を求めたり、予想以上に榊に懐いたトラツグミの霊に対し縄張り主張をしたこともある。性別は構成するカラスが雄か雌かによるため、気分で変更可能（本人の希望は女性である模様）。「いかさま博覧亭」十一幕にて性別の分離がハッキリと別れた時があり、右側の起請文が女性の人格で、左側の起請文が男性の人格となっていた。しかし、一方の感情が非常に偏っているために無欲な男性の人格は簡単に榊に甘えられるのに対し、女性の人格のみの場合では羞恥心が強すぎてすぐに気絶してしまうという極端な状態になる。
五徳猫（ごとくねこ）
声 - 釘宮理恵
五徳の付喪神。榊の付喪神の中では古参。五徳なので、火鉢などを使う際に活躍する。元々は猫又たちをまとめるリーダー的存在であったが、ある出来事から博覧亭に居着くようになる。榊に対しては好きなためかツンデレ。やや気弱なところもあるが、猫又絡みのことになるとやる気を出す。自分の話の1を100にしてかっこよく話す。
鳴釜（なりがま）
声 - 室園丈裕
釜の付喪神。頭部は釜でこの状態でもきちんと目は見えている（目は釜の方に存在していると思われる）。肉球は触ると気持ちいいらしい。普段の居場所は台所の模様。ちなみに博覧亭の仲間になれるかは、鳴釜の炊いたご飯が食べられるかということらしい。
靴（かのくつ）
靴の付喪神。狐の姿をしており、頭に靴を被って陰陽師風の服を着ている。詩を書くのが好き。
瀬戸大将（せとたいしょう）
瀬戸物の付喪神。湯呑みや皿などで身体が出来ている。手は皿でできているが物を掴むことができ、某ネコ型ロボットをライバル扱いしている。足は湯呑みでできているが、特技は意外にも忍び足らしい。どこかの蔵にいたのだが、昔榊と一緒にきた睡蓮にかまをかけられ思わず正体を現してしまい掴まってしまった。
鰐口（わにぐち）
鰐口の付喪神。鰐口の頭にワニの身体を持つ。太鼓代わりにされることがよくある。
草履大将（ぞうりたいしょう）
草履の付喪神。草履に顔がついた姿をしている。燃やされる寸前に付喪神になったらしい。
山颪（やまおろし）
おろし金の付喪神。丸っこいヤマアラシのような姿をしている。時々瀬戸大将の背中の湯呑みを寝床にしている（寝床にされているご本人は気にしていないが）。
囲碁の精（いごのせい）
碁石の付喪神。二人一組で、それぞれ白と黒の碁石を持っている。
銅鈸子（どばっし）
銅鈸子の付喪神。銅鈸子を頭にかぶった小人のような姿をしている。
屏風闚（びょうぶのぞき）
屏風の付喪神。少女の姿をしているが、特性上屏風の裏から動くことが出来ず、そのため榊の部屋以外では一回も登場していない。
メガネヘビ（めがねへび）
榊が掛けている眼鏡のフレームの付喪神。第二十四幕で付喪神になった。榊に相当懐いており、榊が他の眼鏡を掛けると嫉妬して強引に引き剥がす。
余談だが作者はこの付喪神をメガネヘビにするかメガネウラかにするか悩んだとのこと。
玉兎イ捌號東照宮八郎定宗（ぎょくとイはちごうとうしょうぐうはちろうさだむね）
楊弓屋の景品として手に入れた蓬の高級座敷箒の付喪神。自称の名は「さだ」であるが、榊たちからは「玉兎」と呼ばれる。蓬を主人として慕い、毎年十五夜に蓬相手に夜這いを企むが、頭が悪いためにその都度榊や柏に妨害され計画は全て未遂に終わっている。
経凛々（きょうりんりん）
経典の付喪神。付喪神になったとき、打倒弘法大師を掲げ八手とゴマに取り憑いて写経をさせたが、蓬が唱えた呪文で倒される。
経凛々は弘法大師のライバルとされる守敏という僧が使っていた経典が付喪神になったものと言われているが、この経典自体に守敏との関わりは皆無に等しく、前述の事件の原因は睡蓮の妖怪話による「経凛々とはこういうもの」思い込みであった。
事件の後思い込みを直すため玄能寺に預けられる。現在は専ら石蕗に強制的に読経をさせるために使われ、経凛々もまんざらではない様子。

### その他
葛（かずら）
杉忠と同じ所で医学を学んでいた青年ですでに故人。元は侍だったが、ケガをして担ぎ込まれた子どもの頃の榊が数か月で元気になったのを目の当たりにして、侍を止め、医学の道を歩む。杉忠はしょっちゅう口ゲンカをしていた。その後長崎へと医学を学ぶため旅立つが、途中で命を落とす。そして数年後彼が旅立つ前に師匠からもらった羽織だけが榊たちの元へ戻ってきた。だがその羽織に葛の魂が宿っており、榊がいつも着ている小袖の手となった。そのため小袖の手を鏡に映すと、葛の姿が移る。
オカピ
実現する珍獣・オカピ。杉忠に薬の材料として運び込まれた動物。登場時の１シーンのみ凛々しい顔をしていたが、その後は舌を出しのんきな顔をしている。当初、博覧亭に麒麟として展示される予定だったが、予想外の出来事で上手くいかず、それぞれ馬と鹿に似ているという意見から馬鹿と言われてしまっていた。その後は薬にするつもりだったが、蓬に泣かれてしまい出来ず、狢と同じく杉忠邸に住んでいる。
清白（すずしろ）
八手の同郷の忍びの里のくの一の少女。過去に杉忠の四ツ目屋にて奉公することになったのだが環境に耐え切れず赤面失神して遂行不可になった八手の抜けた後に八手の父の紹介で遣わされた。稚児趣味（いわゆるショタコン）で見た目が子供の柏に一目惚れした。蓬と一波乱ありそうな状況の最中、偽麒麟（オカピ）の妨害にて柏から離された後、同じく見た目が子供の大力芸兄弟の兄に鞍替えした。

## 単行本
『怪異いかさま博覧亭』 ＜REX COMICS＞ 全5巻
1. 2007年7月9日発売 ISBN 978-4758060622
2. 2008年3月8日発売 ISBN 978-4758060875
3. 2008年12月9日発売 ISBN 978-4758061230
4. 2009年11月9日発売 ISBN 978-4758061735
5. 2010年8月9日発売 ISBN 978-4758062008

『新装版 怪異いかさま博覧亭』 ＜電撃ジャパンコミックス＞ 全5巻
1. 2011年10月15日発売 ISBN 978-4048860574
2. 2011年10月15日発売 ISBN 978-4048860581
3. 2011年11月15日発売 ISBN 978-4048861427
4. 2011年11月15日発売 ISBN 978-4048861434
5. 2011年11月15日発売 ISBN 978-4048861441

『いかさま博覧亭』 ＜電撃ジャパンコミックス＞ 既刊2巻
1. 2011年10月15日発売 ISBN 978-4048860567
2. 2012年9月15日発売 ISBN 978-4048910897